# Brunton Stalker
El Stalker V6 Clubman, fabricado por Brunton Automotive es un kitcar, réplica del Lotus Seven . 
Su transmisión está basada en componentes del Chevrolet S-10, un pickup de tracción trasera vendido en los Estados Unidos y Canadá desde mediados de los años 1980 hasta principios de los años 1990. Estos componentes son abundantes, de buena calidad y baratos. Los antiguos Stalker usaban un motor V6 a 60 grados de 2,8 o 3,4L de los Chevrolet Camaro o Pontiac Firebird. La mayoría de los Stalker modernos usan los GM 3800 de segunda o tercera serie, también V6, tanto en versión atmosférica como turbocomprimida. El torque y la flexibilidad de estos motores y el reducido peso del vehículo, de unos 635 kg, hacen al Stalker un automóvil muy competitivo en competiciones de autocross. Es excelente en lo que a aceleración, frenado y paso por curva se refiere. 
Su velocidad máxima excede los 240 km/h, haciéndolo una de las réplicas del Lotus Seven más rápidas en circuito jamás construidas.
En cuanto a diseño, su principal diferencia es la gran entrada de aire sobre el capó del Stalker, el Seven original tenía unas simples rejilas de ventilación.